# Scorpio ROV
Scorpio, Scorpio 45, Super Scorpio (Submersible Craft for Ocean Repair, Position, Inspection and Observation Remote Operated Vehicle) — название одного из самых совершенных беспилотных дистанционных управляемых подводных спасательных аппаратов, находящихся на вооружении флотов США и Великобритании. В США Скорпион входит в состав сформированного в середине 1970-х годов отряда автоматических аппаратов ВМС. В Королевских военно-морских силах Scorpio управляет национальная спасательная служба совместно с компанией «James Fisher Rumic Limited». 
Один подобный аппарат участвовал в операции по спасению экипажа российского подводного аппарата АС-28 «Приз», который потерпел аварию в бухте Берёзовая на Камчатке. После происшествия с «Призом» власти заявили, что Россия закупит у Британии два таких аппарата, но разместили заказ лишь на один.

## Характеристики и оборудование
- Сонар 107-122kHz CTFM
- 2 ч/б видеокамеры OSPREY SL-90
- 2 прожектора
- 2 манипулятора (каждый может поднять 115 кг)
- Ножницы (могут перерезать стальной трос в 2,5 см)

Управляется оператором по оптико-волоконному кабелю.
Рассчитан на глубину до полутора километров.

## Использование
Наиболее известные задания «Скорпиона»:
- Исследование АПЛ Курск
- Исследование места катастрофы японской шхуны «Эниме Мару», которую протаранила американская подлодка «Гринвилл».
- Спасательная операция на месте падения истребителя F-14D неподалёку от побережья Калифорнии
- Спасение АС-28 типа «Приз».